# Matveï Lykov
Matveï Aleksandrovitch Lykov (en russe : Матве́й Алекса́ндрович Лы́ков), né le 8 mars 1987 à Saint-Pétersbourg, est un mannequin russe.

## Biographie

### Début
Matveï est le fils de l'acteur Alexandre Lykov. Il a étudié à la faculté des langues étrangères de l'université Herzen de Russie.

## Carrière
À l’âge de 20 ans, Matveï Lykov commence sa carrière de mannequin en signant avec l’agence new yorkaise, Fusion Model Management.
En 2008, il est photographié par le photographe, Willy Vanderperre et devient le modèle phare de Jil Sander.
En 2010, il pose pour la campagne publicitaire, H&M avec Josh Beech. La même année, il réalise son premier film intitulé Enchanted by Matvey Lykov, qui présente l'œuvre du styliste italien, Francesco Scognamiglio.
En 2013, il apparaît, habillé par Dior Homme dans le clip vidéo, I Love You de Woodkid, qui raconte l'histoire d'un homme désespéré par la perte d'un être cher qui va littéralement noyer son chagrin d'amour dans les eaux profondes de l'océan,.
En 2015, il tient le rôle principal dans le film de fantasy Он - дракон (On - drakon) d'Indar Dzhendubaev ; le film sort en France en DTV le 9 mai 2017, sous le titre Dragon Inside Me.

## Défilés
Lacoste, Marc by Marc Jacobs, Rad Hourani, Rag Bone, Ygal Azrouël, Louis Vuitton, Dries Van Noten, Gaspard Yurkievich, Raf Simons, Patrick Ervell, Véronique Branquinho, Gucci, Kenzo, Dior Homme, Hermès et d'autres.

## Filmographie

### Cinéma

#### Court métrage
- 2019 : Dark like the night. Karenina-2019 (en) (Темная как ночь. Анна Каренина 2019) de Radda Novikova : Vronsky

#### Longs métrages
- 2015 : Dragon Inside Me (Он - дракон) d'Indar Dzhendubaev : Arman
- 2024 : Major Grom : Le Jeu (Майор Гром: Игра) d'Oleg Trofime : August van der Holt

### Télévision

#### Série télévisée
- Depuis 2023 : Living Life (Жить Жизнь) : Zhenya (8 épisodes)

### Clips musicaux
- 2011 : Woodkid : Iron
- 2013 : Woodkid : I Love You